# Szilágycsehi református templom
A szilágycsehi református templom műemlékké nyilvánított templom Romániában, Szilágy megyében. A romániai műemlékek jegyzékében az SJ-II-m-A-05034 sorszámon szerepel.